# Pityrogramma calomelanos
Pityrogramma calomelanos är en kantbräkenväxtart som först beskrevs av Carl von Linné och som fick sitt nu gällande namn av Heinrich Friedrich Link.
Pityrogramma calomelanos ingår i släktet Pityrogramma och familjen Pteridaceae. Utöver nominatformen finns också underarten Pityrogramma calomelanos aureoflava.

## Bildgalleri

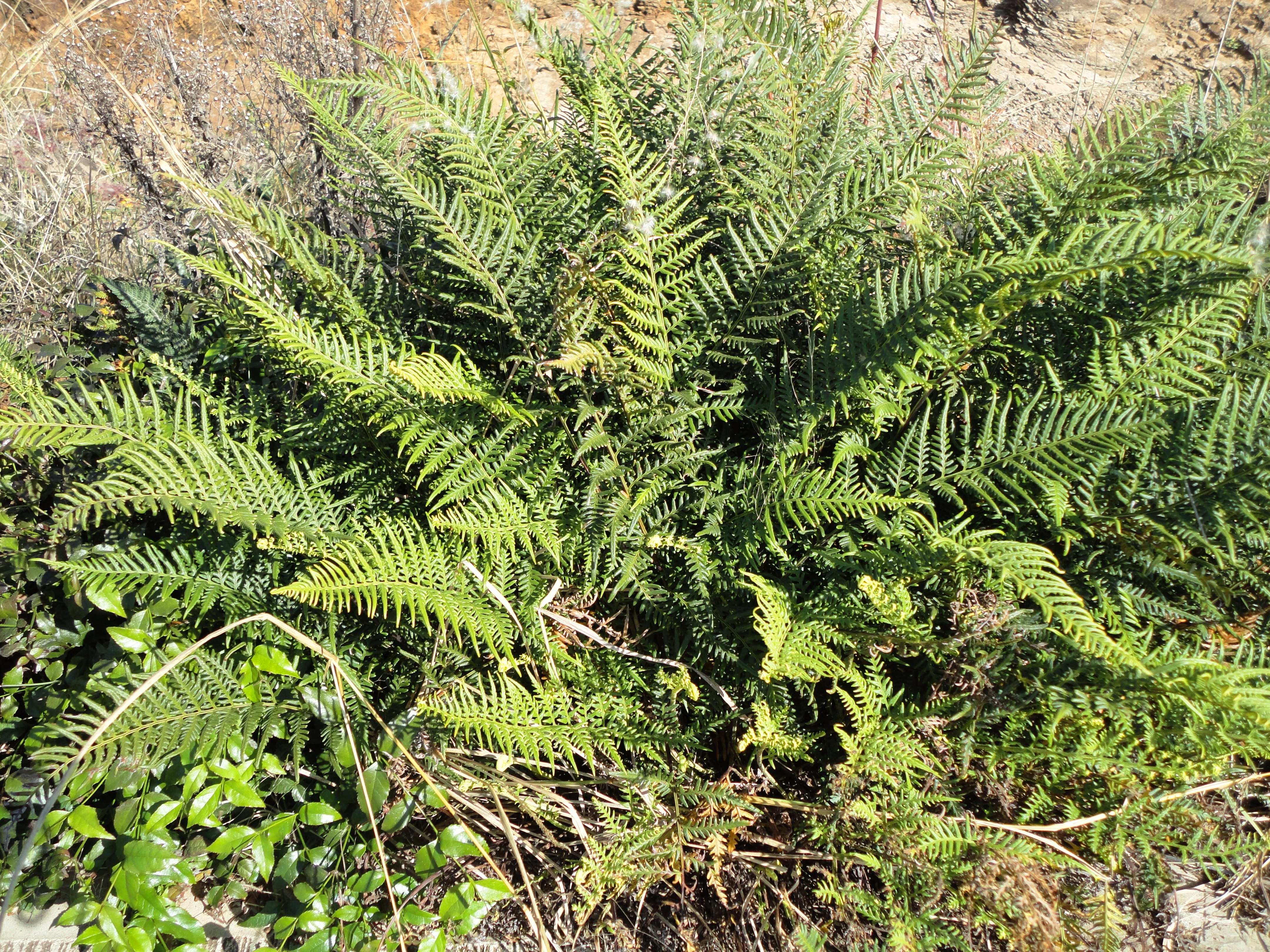